# Brangues
Brangues é uma comuna francesa na região administrativa de Auvérnia-Ródano-Alpes, no departamento de Isère. Estende-se por uma área de 11,67 km². Em 2010 a comuna tinha 637 habitantes (densidade: 54,6 hab./km²).